# 1902 în științifico-fantastic
- 1901 în științifico-fantastic — 1902 în științifico-fantastic — 1903 în științifico-fantastic

1902 în științifico-fantastic a implicat o serie de evenimente:

## Nașteri și decese

### Nașteri
- Marcel Aymé (d. 1967)
- Erich Dolezal (d. 1990)
- Philip Latham (Pseudonimul lui Robert S. Richardson; d. 1981)
- Svetoslav Minkov  (Светослав Минков, d. 1966)
- Curt Siodmak (d. 2000)
- Arthur Tofte (d. 1980)
- Vercors (Pseudonimul lui Jean Bruller; d. 1991)
- Karl Vogg (Pseudonimul lui Karl Vordermayer; d. 1985)
- Stanley G. Weinbaum (d. 1935)
- Philip Wylie (d. 1971)

### Decese
- Gustav Bolle (n. 1842)
- Josef von Neupauer (n. 1810)

## Cărți

### Romane
- Frații Kip roman de aventuri de Jules Verne
- The Old New Land roman utopic de Theodor Herzl
- Le Surmâle, roman moderne de Alfred Jarry.[2]

## Filme
| Titlu           | Regizor        | Distribuție    | Țara   | Sub-Gen /Note |
| --------------- | -------------- | -------------- | ------ | ------------- |
| Voiajul în lună | Georges Méliès | Georges Méliès | Franța | Film scurt    |
|                 |                |                |        |               |